# Seraina Piubel
Seraina Piubel (Wettingen, 2 de junio de 2000) es una futbolista suiza. Juega como centrocampista en el FC Zürich de la Superliga Femenina de Suiza. Es internacional con la selección de Suiza.

## Trayectoria
Piubel comenzó a jugar al fútbol en las categorías juveniles del FC Fislisbach para luego unirse a las canteras del FC Zürich. En la temporada 2015-16 jugó en el Red Star Zürich y luego regresó al FC Zürich. Hasta los 15 años, jugó en equipos juveniles mixtos, luego se unió al equipo juvenil del Zürich.
A principios de la temporada 2016-17 debutó en la Superliga Femenina de Suiza, haciendo apariciones también en la fase de clasificación de la Liga de Campeones, anotando un gol en la victoria por 3-0 sobre el Vllaznia albanés. En las siguientes temporadas jugó cada vez con más asiduidad en el primer equipo, convirtiéndose en una de las habituales de la alineación. En 2022 y 2023 fue incluida entre las tres candidatas al premio a mejor jugadora de la Superliga de Suiza, sin embargo sin ser galardonada.

## Selección nacional
Piubel formó parte de las categoría juveniles de Suiza desde la sub-16. Fue incluida en el equipo que disputó el Campeonato de Europa Sub-19 de 2018.
Debutó en la selección mayor de Suiza en octubre de 2021 en una victoria por 5-0 sobre Croacia en la clasificación para la Copa del Mundo de 2023. A principios de julio de 2023 fue incluida por Inka Grings en la terna de 23 jugadoras convocadas para la Copa Mundial de 2023. En su debut mundialista marcó el 2-0 con el que las suizas vencieron a Filipinas en su primer partido del torneo.

## Clubes
| Club      | País  | Año             |
| --------- | ----- | --------------- |
| FC Zürich | Suiza | 2017 - presente |

## Palmarés

### Títulos nacionales
| Título                      | Club      | País  | Año  |
| --------------------------- | --------- | ----- | ---- |
| Superliga Femenina de Suiza | FC Zürich | Suiza | 2018 |
| Copa de Suiza               | FC Zürich | Suiza | 2018 |
| Superliga Femenina de Suiza | FC Zürich | Suiza | 2019 |
| Copa de Suiza               | FC Zürich | Suiza | 2019 |
| Superliga Femenina de Suiza | FC Zürich | Suiza | 2022 |
| Copa de Suiza               | FC Zürich | Suiza | 2022 |
| Superliga Femenina de Suiza | FC Zürich | Suiza | 2023 |